# Toda (Saitama)
Toda (戸田市 -shi) é uma cidade japonesa localizada na província de Saitama.
Em 2003 a cidade tinha uma população estimada em 111 798 habitantes e uma densidade populacional de 6 152,89 h/km². Tem uma área total de 18,17 km².
Recebeu o estatuto de cidade a 1 de Outubro de 1966.

## Cidades-irmãs
- Liverpool, Austrália
- Kaifeng, China